# 氟乙酸氟乙酯
氟乙酸氟乙酯是2-氟乙醇的氟乙酸酯，化学式为FCH2COOCH2CH2F。它可由碘乙酸氟乙酯和氟化汞、氟化钾加热反应得到。它的毒性比氟乙酸甲酯高一倍。